# Duboisialestes
Duboisialestes es un  género de peces de la familia Alestidae y de la orden de los Characiformes.

## Especies
Actualmente hay dos especies reconocidas en este género:
- Duboisialestes bifasciatus (Poll, 1967)
- Duboisialestes tumbensis (Hoedeman, 1951)